# Sony Pictures
Sony Pictures Entertainment, Inc. (или просто Sony Pictures; сокр. SPE) — американская кинокомпания, производитель и дистрибьютор фильмов и телевизионных программ. SPE является дочерней компанией Sony Entertainment и включает в свою деятельность производство, приобретение и распространение кинофильмов; телевизионное производство, приобретение и распространение; телевизионные сети; создание и распространение цифрового контента; эксплуатация студийного оборудования; разработка новых развлекательных продуктов, услуг и технологий.
Среди франшиз, которыми владеет Sony, присутствуют: «Люди в чёрном», «Охотники за привидениями», «Обитель зла», «Я знаю, что вы сделали прошлым летом», «Плохие парни», «Монстры на каникулах», «Астрал», «Рэмбо», «Озеро страха», «Zомбилэнд», «Анаконда» и «Вселенная Человека-паука от Sony». Также, Sony имеет права на популярные телесериалы, такие как: «Пацаны», «Робоцып», «Во все тяжкие», «Ганнибал» и другие.

## История
1 сентября 1987 года компания «Coca-Cola» объявила о планах выделить компанию «Columbia Pictures», которой она владела с 1982 года. В соответствии с этим соглашением «Coca-Cola» продала свои развлекательные активы (сектор развлекательного бизнеса «Coca-Cola», «Coca-Cola’s Entertainment Business Sector») компании «TriStar Pictures», в которой ей принадлежало 39,6 %. «Tri-Star» должна была быть переименована в «Columbia Pictures Entertainment, Inc.» (CPE), при этом «Coca-Cola» будет принадлежать 49 %, её акционерам — 31 %, а акционерам «Tri-Star» — 20 %. В рамках плана слияния две телевизионные компании, «Columbia/Embassy Television» и «Tri-Star Television», объединились, чтобы сформировать новое воплощение оригинального «Columbia Pictures Television».
В 1989 году Sony приобрела компанию «Columbia Pictures Entertainment» у «Coca-Cola» за 3,4 млрд долл. США. Компания была переименована в «Sony Pictures Entertainment» в 1991 году. В 2005 Sony Pictures также купила и «Metro-Goldwyn-Mayer».
В 2013 году фильмы кинокомпании оказались не самыми удачными, но руководство студии успешно преодолело трудности этого года отчасти за счёт таких фильмов, как Афера по-американски и Капитан Филлипс.
В 2015 году на сайте Wikileaks были опубликованы похищенные в ноябре 2014 года документы компании, которые свидетельствуют о том, что Sony Pictures — «влиятельная корпорация со связями в Белом доме, с возможностью лоббировать законы, и со связями с американским военно-промышленным комплексом».
12 ноября 2015 года Sony Pictures Home Entertainment объявила о выпуске контента на Ultra HD Blu-ray. Первый набор будет в начале 2016 года и будет включать в себя фильмы и телевизионный контент.

## Корпоративная структура
Штаб-квартира находится в Sony Pictures Studios, Калвер-Сити, штат Калифорния, США.

### Высшее руководство
- Энтони Винчикерра — председатель и главный исполнительный директор Sony Pictures Entertainment
- Том Ротман — председатель и генеральный директор Sony Pictures Motion Picture Group
- Рави Ахуджа — председатель Sony Pictures Television

### Киногруппа
- Sony Pictures Motion Picture Group
  - Columbia Pictures
    - Ghost Corps, Inc.

  - TriStar Pictures
    - TriStar Productions

  - Screen Gems
  - Sony Pictures Imageworks
  - Sony Pictures Animation
  - Sony Pictures Classics
  - 3000 Pictures
  - Sony Pictures Releasing
    - Sony Pictures Releasing International

  - Sony Pictures Home Entertainment
  - Sony Pictures Worldwide Acquisitions
    - Stage 6 Films
    - Destination Film
    - Affirm Films

### Телевизионная группа
- Sony Pictures Television
  - Sony Pictures Television International Production
  - Sony Pictures Television Networks
  - Adelaide Productions
  - CPT Holdings, Inc.
  - Gemstone Studios
  - TriStar Productions
  - TriStar Television

### Другое
- Crunchyroll, LLC (совместное предприятие с Aniplex, занимающееся распространением аниме-сериалов и фильмов)
- Sony Pictures Studios (киностудия для кинопроизводства в Калвер-Сити, Калифорния. Включает 22 звуковых сцены площадью от 700 до 4000 м2)
- Madison Gate Records, Inc.
- Sony Pictures Entertainment Japan (62,1 %)
- Sony Pictures Family Entertainment Group
- Sony Pictures Consumer Products
- Sony Pictures Interactive
- Sony Pictures Cable Ventures, Inc.
- Sony Pictures Plaza
- Sony Pictures Europe
- Sony Pictures Studios Post Production Facilities
- Worldwide Product Fulfillment